# Sitowiec (powiat bydgoski)
Sitowiec – (niem. Schanzendorf) wieś w Polsce położona w województwie kujawsko-pomorskim, w powiecie bydgoskim, w gminie Koronowo.
| SIMC    | Nazwa    | Rodzaj    |
| ------- | -------- | --------- |
| 1027923 | Kamionka | część wsi |

## Podział administracyjny
W latach 1975–1998 miejscowość administracyjnie należała do województwa bydgoskiego.

## Demografia
Według danych Urzędu Gminy Koronowo (XII 2015 r.) miejscowość liczyła 195 mieszkańców.